# Тюлюмджиев, Михаил Кекедеевич
Михаи́л Кекеде́евич Тюлюмджи́ев (1910 г., хотон Нохан Сюл, Найнтанкинский аймак, Черноярский уезд, Астраханская губерния, Российская империя (сегодня — Целинный, Калмыкия) — 1987, Элиста, Калмыцкая АССР, РСФСР) — советский калмыцкий поэт, писатель, переводчик, участник Великой Отечественной войны.

## Биография
Михаил Тюлюмджиев родился в 1910 году в хотоне Нохан Сюл в семье батрака. Рано потеряв мать, с раннего детства батрачил на богатого калмыка. Учиться начал в только 11 лет. Окончив шестилетнюю школу, снова ушёл батрачить. С 1928 года работал на стройках Элисты. В 1937 году Михаил Тюлюмджиев окончил Саратовский юридический институт.
В годы Великой Отечественной войны служил в частях ОМСБОН НКВД СССР, затем в военной контрразведке.
С 1944 года в ссылке в Красноярском крае.
С 1956 по 1970 год сотрудник МВД.

## Творчество
Первую заметку в виде фельетона «Работа яшкульцев» Михаил Тюлюмджиев опубликовал в областной газете в 1930 году. Эта заметка привлекла внимание калмыцкого поэта Нимгира Манджиева, который стал помогать Михаилу Тюлюмджиеву в его начальной литературной деятельности.
В 1939 году в период подготовки 500-летия празднования калмыцкого эпоса «Джангара» Михаил Тюлюмджиев записал от джангарчи Анджуки Козаева отрывки эпоса, которые были опубликованы в 1940 году.
Михаил Тюлюмджиев печатал свои произведения на страницах калмыцких журналов «Мана келн», «Улан хальмг», «Теегин герл» и республиканских газет.
Михаил Тюлюмджиев перевёл на калмыцкий язык произведения А. Фадеева «Сашко», Д. Мамина-Сибиряка «Богач и Ерёмка» и В. Бианки «Чей нос лучше?».

## Сочинения

### На калмыцком языке
- Джангарчи, поэма, Элиста, 1940 г.
- Родина, стихи и поэмы, Элиста, 1965 г.
- Цветущая земля, рассказы и очерки, Элиста, 1966 г.,
- За бортом жизни, роман, Элиста, 1985 г.